# 殺生奉行
殺生奉行（せっしょうぶぎょう）は、江戸幕府の職名の1つ。将軍の狩り全般を担う役職で、殺生方とも呼ばれる。
記録上では、寛永18年（1641年）8月25日から殺生奉行を務める安藤忠五郎定武が、同僚の筒井久平正成とともに慶安3年（1650年）に斑毛の鴨を獲ったことで褒美の時服を賜わったことが見える（「大猷院殿御実紀」『徳川実紀』三）。
万治2年（1659年）に、江戸城内での席が躑躅間北より二の間と定められる（『徳川実紀』四）。
延宝8年（1680年）には200石と300石の者2人が殺生奉行の名で記録されている他、元禄4年（1691年）の『武鑑』には筒井久兵衛・安藤忠次郎・志村与兵衛の名が、宝永3年（1706年）の『武鑑』には3人の殺生奉行の名が載っている。